# 瑟蘭皇家足球會
瑟蘭皇家足球會（Royal Football Club Seraing，簡稱RFC Seraing）是一家位於比利時列日省瑟兰的足球會，現時為比利時甲組聯賽A參賽球隊之一。在2020–21年比利時甲組聯賽B，RFC瑟蘭以聯賽亞軍進入升級附加賽，並擊敗華斯蘭比華倫繼1994年再次升上頂級聯賽。

## 榮譽
- 比利時甲組聯賽B冠軍: 2

- 1981–82, 1992–93

## 外部鏈接
- 官方网站